# Leo Larrivee
Leo Edward Larrivee (* 23. November 1903 in Fall River; † 7. Oktober 1928 in Chicago) war ein US-amerikanischer Mittel- und Langstreckenläufer.
Beim Mannschaftsrennen über 3000 m der Olympischen Spiele 1924 in Paris kam er auf den 17. Platz. Obwohl er damit ein Streichresultat ablieferte, wurde er wie der Rest des US-Teams mit einer Bronzemedaille ausgezeichnet.
Seine persönliche Bestzeit im Meilenlauf von 4:21,8 min stellte er am 23. Mai 1925 in Cambridge auf.